# Higor Alves
Higor Silva Alves (né le 23 février 1994 à Carapicuíba) est un athlète brésilien, spécialiste du saut en longueur.
Son record est de 8,18 m obtenu le 12 octobre 2014 à São Paulo. Il est médaille d'argent lors des Championnats ibéro-américains d'athlétisme 2014 et médaille d'or, avec une avance d'un cm, lors des Championnats d'Amérique du Sud d'athlétisme espoirs 2014.
Le 1er juillet 2016, il améliore son record d'un cm, avec 8,19	 m (+1.0) à São Bernardo do Campo (Arena Caixa).